# 元木康年
元木康年（日语：／ Motoki Yasutoshi，1969年12月23日—），日本男子摔跤运动员。他曾代表日本参加亚洲摔跤锦标赛，获得一枚银牌。他也曾参加2000年夏季奥林匹克运动会。